# Municipio de Upper Allen
El municipio de Upper Allen (en inglés: Upper Allen Township) es un municipio ubicado en el condado de Cumberland en el estado estadounidense de Pensilvania. En el año 2000 tenía una población de 15.338 habitantes y una densidad poblacional de 446.5 personas por km².

## Geografía
El municipio de Upper Allen se encuentra ubicado en las coordenadas 40°10′00″N 76°58′59″O / 40.16667, -76.98306.

## Demografía
Según la Oficina del Censo en 2000 los ingresos medios por hogar en la localidad eran de $54,706 y los ingresos medios por familia eran de $65,349. Los hombres tenían unos ingresos medios de $45,589 frente a los $30,103 para las mujeres. La renta per cápita de la localidad era de $24,127. Alrededor del 4,1% de la población estaba por debajo del umbral de pobreza.